# Näringsliv (tidning)
Näringsliv är en ekonomitidning i tabloidformat tillhörande Svenska Dagbladet. Tidningen skriver om företags- och ekonominyheter och innehåller även börstabeller. Det finns även nyheter om privatekonomi och reportage som framförallt är båt- och motorrelaterade. På söndagarna ersätts Näringslivsdelen med tidningen N.
Tidningen lanserades i februari år 2000 som en tidning separat från SvD och kunde därför levereras tillsammans med andra landsortstidningar eller köpas separat.
På Internet hittar man Näringsliv i form av E24 (E24.se) sedan 2005.